# Taça das Favelas São Paulo

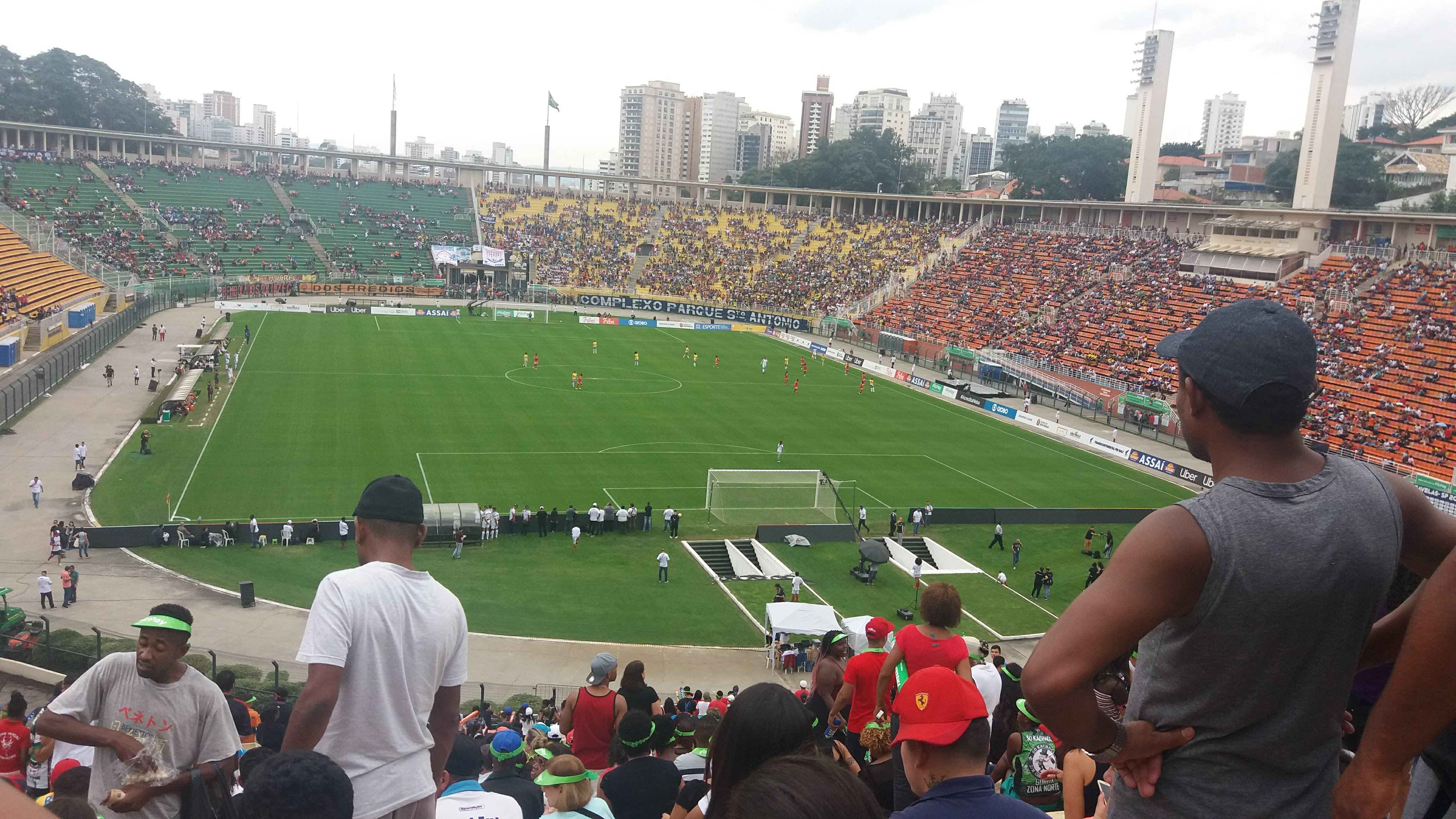
Final feminina na Taça das Favelas, 2019

A Taça das Favelas, também conhecida como Favelão, é um campeonato de futebol realizado pela Central Única das Favelas, no Brasil, desde 2011. É considerado o maior torneio entre favelas do mundo.
Em 2019, na modalidade feminina, sagrou-se campeã a equipe Casa Verde em disputa contra Paraisópolis. No mesmo ano, na modalidade masculina, venceu o campeonato o Complexo Parque Santo Antônio, ao derrotar o Favelas 1010. Os jogos ocorreram no Estádio do Pacaembu, em São Paulo. A competição faz parte do calendário oficial da Prefeitura Municipal de São Paulo.
Antes da disputa em São Paulo, a Taça das Favelas foi realizada em 12 cidades brasileiras.

## Ligação externa
- Site oficial